# Ryotaro Meshino
Ryotaro Meshino (食野 亮太郎 Meshino Ryōtarō?, Izumisano, Osaka, 18 de junio de 1998) es un futbolista japonés que juega como delantero en el Gamba Osaka de la J1 League.

## Trayectoria

### Clubes
| Club                               | País       | Año       |
| ---------------------------------- | ---------- | --------- |
| Gamba Osaka                        | Japón      | 2016-2019 |
| Gamba Osaka sub-23                 | Japón      | 2016-2019 |
| Manchester City F. C.              | Inglaterra | 2019-2022 |
| Heart of Midlothian F. C. (cedido) | Escocia    | 2019-2020 |
| Rio Ave F. C. (cedido)             | Portugal   | 2020-2021 |
| G. D. Estoril Praia (cedido)       | Portugal   | 2021-2022 |
| Gamba Osaka                        | Japón      | 2022-     |

## Estadística de carrera

### J. League
| Club               | Año   | J. League | J. League | Copa J. League | Copa J. League | Total | Total |
| Club               | Año   | Part.     | Goles     | Part.          | Goles          | Part. | Goles |
| ------------------ | ----- | --------- | --------- | -------------- | -------------- | ----- | ----- |
| Gamba Osaka        | 2016  | 0         | 0         | 0              | 0              | 0     | 0     |
| Gamba Osaka        | 2017  | 0         | 0         | 0              | 0              | 0     | 0     |
| Gamba Osaka sub-23 | 2016  | 13        | 1         | -              | -              | 13    | 1     |
| Gamba Osaka sub-23 | 2017  | 20        | 3         | -              | -              | 20    | 3     |
| Total              | Total | 33        | 4         | 0              | 0              | 33    | 4     |